# Guichard de Pontigny
Vous lisez un « bon article » labellisé en 2016.
Pour les articles homonymes, voir Guichard et Pontigny (homonymie).
Guichard de Pontigny, né au début du XIIe siècle et mort à Lyon le 27 septembre 1181, est un homme d'Église français, moine cistercien, abbé de Pontigny à partir de 1136 puis archevêque de Lyon à partir de 1165.
Arrivant en 1136 à la tête de l'abbaye de Pontigny, il y construit l'église abbatiale, et accueille notamment Thomas Becket alors en exil d'Angleterre et que lui envoie le pape Alexandre III. Il est élu archevêque de Lyon en 1165 dans un contexte local complexe où les échos de la guerre entre l'Empire et la Papauté sont vifs. Malgré son élection il ne peut entrer en possession de son trône qu'en novembre 1167. Une fois en place, il solde le conflit avec le comte laïc de Lyon en signant l'acte connu sous le nom de Permutatio. La transaction restitue de larges pouvoirs à l'archevêché lyonnais en disposant de la vente des droits comtaux.
Sur le plan religieux, sa principale réalisation est le lancement de la construction de l'actuelle cathédrale Saint-Jean à Lyon. Il assiste également à la naissance du mouvement de Valdo, dont il s'assure de l'orthodoxie mais qu'il ne réprime pas.

## Origines et début de carrière
Les origines de Guichard sont totalement inconnues,. Les premières mentions remontent en 1136, où, alors moine à l'abbaye cistercienne de Cîteaux, il est nommé à la direction de l'abbaye de Pontigny. Il succède à Hugues de Mâcon, élu à l'évêché d'Auxerre,, et devient ainsi le deuxième abbé de Pontigny.

## Abbé de Pontigny

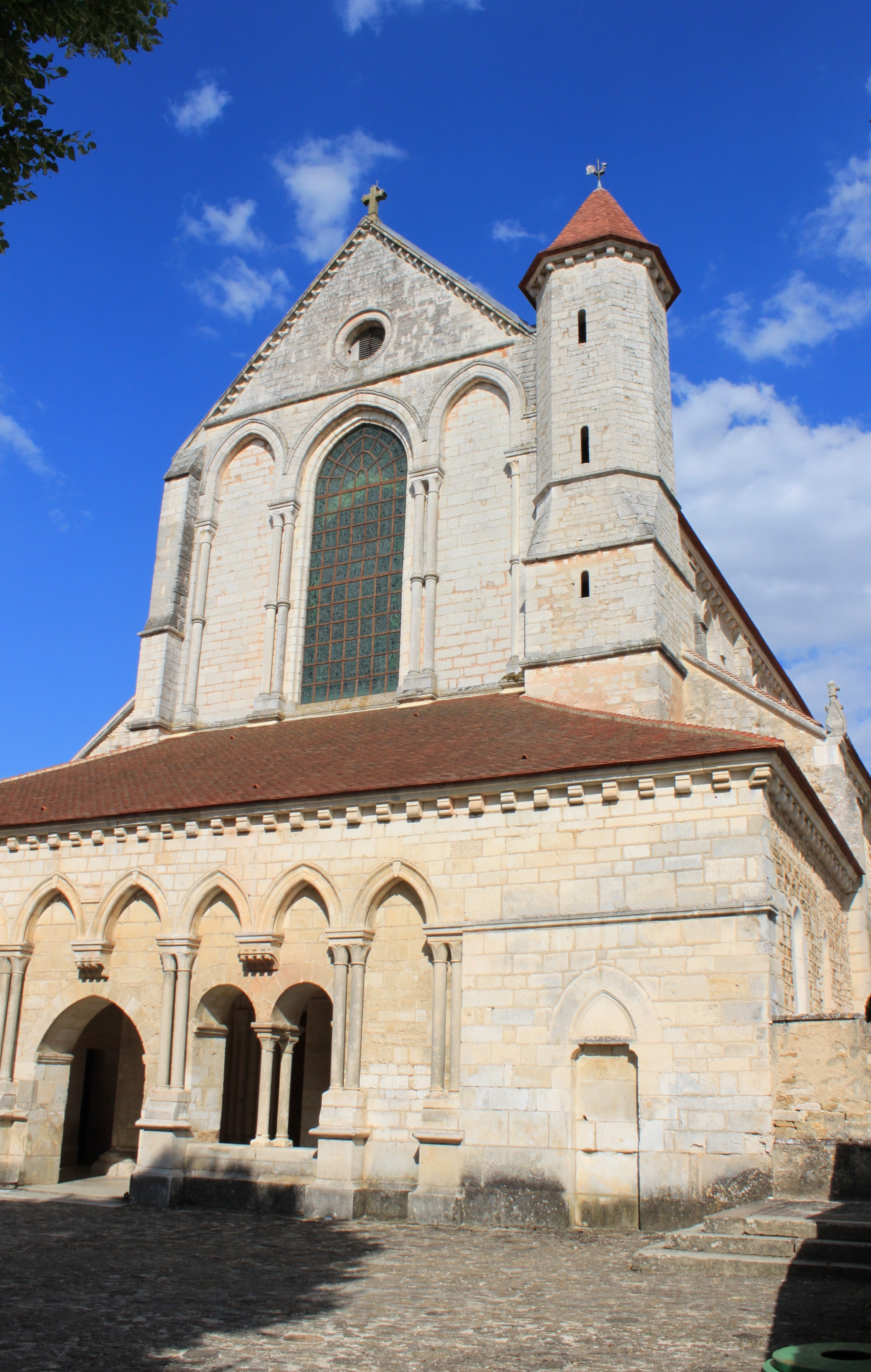
Façade de l'abbatiale de Pontigny.

Il existe très peu de documents sur l'époque où Guichard dirige l'abbaye ; cela se résume à deux lettres peu informatives et à une série de chartes ayant trait à l'administration de l'institution. Ces documents ne renseignent que maigrement sur Guichard lui-même.
Guichard supervise l'édification de l'église abbatiale, achevée peu avant 1150, ainsi que des bâtiments conventuels.
En tant qu'abbé, il accueille Thomas Becket en exil à la suite de son conflit avec le roi d'Angleterre Henri II, ce qui donne un éclat particulier à son établissement. En cette occasion, il entre pour la première fois en contact avec Jean Belles-mains,. C'est ce dernier qui a conseillé à Thomas Becket de se réfugier à Pontigny en faisant l'éloge de Guichard. La venue de l'exilé anglais provoque une vive inquiétude dans l'ordre cistercien, dont plusieurs personnalités craignent des représailles de la part du monarque anglais contre l'ordre. Ainsi, l'abbé de Cîteaux, Gilbert, et celui de Clairvaux, Geoffroy d'Auxerre demandent à Guichard de chasser le religieux importun. Celui-ci refuse. Ce conflit mène finalement à la renonciation de son siège par Geoffroy d'Auxerre sous la pression d'une papauté soucieuse de tenir tête au souverain d'outre-Manche.
Cette fidélité touche Thomas Becket qui recommande vivement par la suite à Louis VII la candidature de Guichard pour le siège de Lyon.

## Élection et consécration à l'archevêché de Lyon

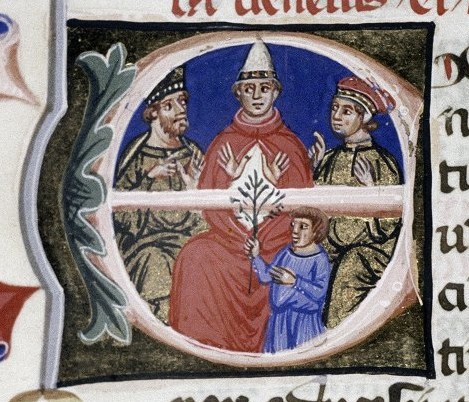
Lettrine historiée représentant Alexandre III entre Frédéric Barberousse et son épouse. Historia de discordia et persecutione, quam habuit ecclesia cum imperatore Frederico Barbarossa, Oxford, Bodleian Library, MS. Laud Misc. 587.

Guichard est élu au début de 1165 dans un contexte complexe : l’église locale est divisée entre tenants de l’empereur et partisans du pape Alexandre III. Quelques années auparavant, une partie du chapitre de chanoines avait élu Dreux de Beauvoir sans que celui-ci ne soit jamais consacré par le pape, même si ce dernier avait commencé par le reconnaître,.
Toutefois, Dreux de Beauvoir laisse des agents impériaux dirigés par Renaud de Dassel tenter de construire une forteresse aux abords de la frontière avec la France au niveau de Lyon,. André Steyert propose qu’elle ait été située à Pierre-Scyze.
Cette initiative déplaît au pape qui demande, dans une lettre à Dreux, de refuser cette construction et au roi de France Louis VII de la détruire,,. Dreux de Beauvoir, craignant visiblement de perdre son trône, tente de le préserver en écrivant au roi de France une lettre le suppliant de ne pas écouter ses détracteurs et lui jurant sa fidélité,.
Toutefois, six chanoines décident de procéder à un coup de force et élisent au début de 1165 Guichard de Pontigny comme nouvel archevêque, attirés peut-être par sa réputation irréprochable. Celui-ci est un fidèle du pape, qui réside alors à Sens près de l'abbaye de Pontigny, et est déjà une personnalité notable de la chrétienté. On ignore le nom de ces six chanoines mais les travaux de Jean Beyssac permettent de supposer la présence de Guy de Talaru et Eustache de Saint-Chamont,.

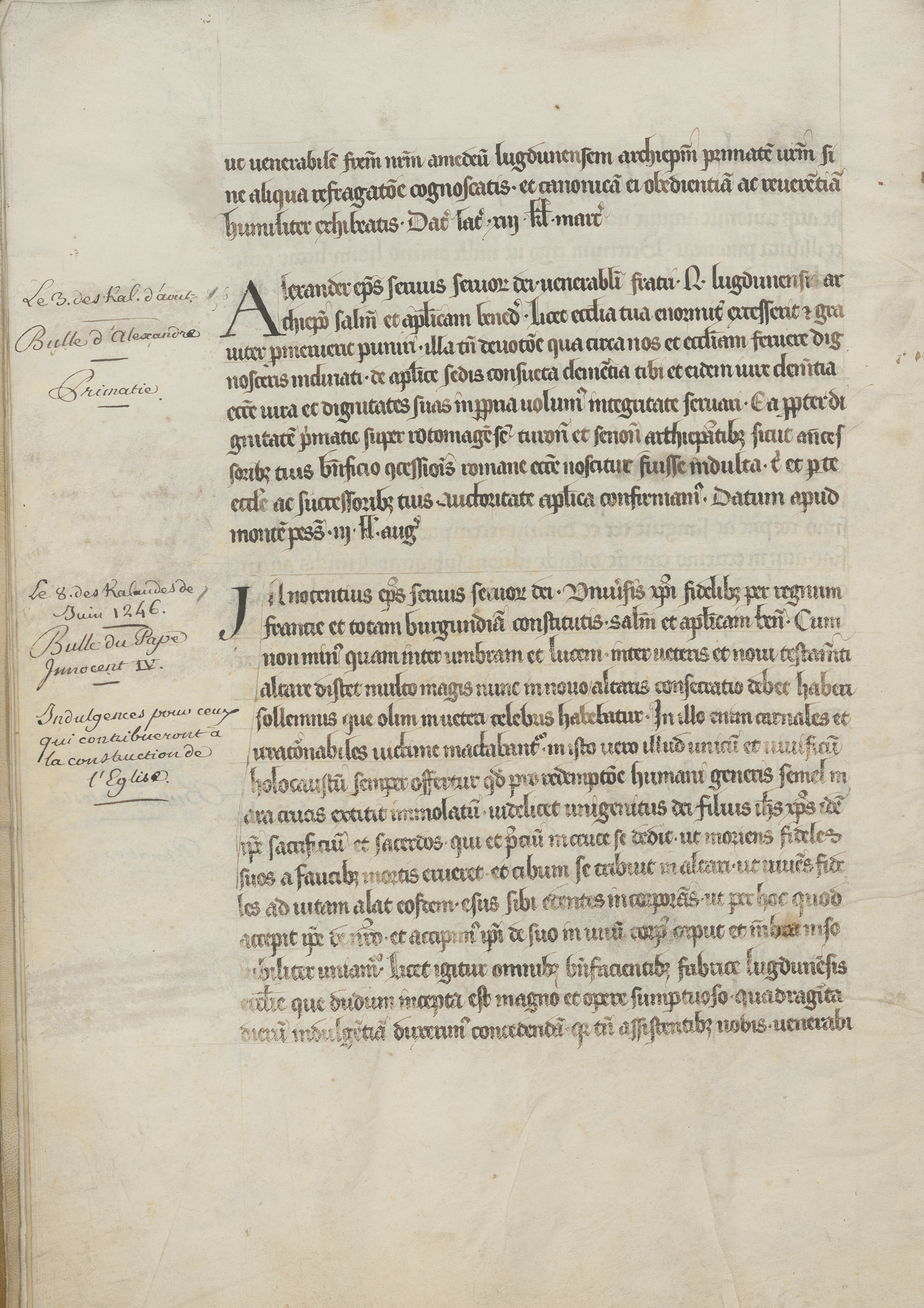
Cartulaire reprenant la lettre de confirmation de la Primatie par Alexandre III. A.D.R. 10 G 576.

Devant cette initiative, les chanoines fidèles de Dreux se tournent vers Louis VII pour lui enjoindre de se saisir de l’élection de l’archevêché, en rappelant que le pape avait initialement reconnu Dreux comme archevêque,. Mais le roi de France ne répond pas à l’appel et, le 8 août 1165, Alexandre III consacre Guichard à Montpellier. La date est connue grâce à une lettre de Thomas Becket,,. Pour appuyer cette décision, Alexandre III confirme la primauté de l'archevêché de Lyon sur ceux de Tours, Rouen et Sens dans une lettre du 11 août 1165.
Tout oppose Dreux et Guichard : le premier est rallié à l'empereur et à l'antipape Victor IV, tandis que le second est fidèle au pape. Ces différends politiques se doublent d'un clivage religieux. En effet, Dreux est membre de l'ordre de Cluny et, en tant que tel, familier de liturgies longues et fastueuses, ainsi que d'une architecture très décorée. Par ailleurs, issu du chapitre lyonnais, il fait tout pour favoriser ce dernier. Guichard est au contraire envoyé par le pontife pour réformer le chapitre et lui redonner une simplicité plus proche de sa vocation initiale, en s'appuyant sur son expérience cistercienne. En tant que disciple de Bernard de Clairvaux, Guichard est partisan de l'art cistercien, c'est-à-dire d'une architecture et d'une liturgie dépouillées et les plus sobres possibles.
Michel Rubellin estime que Guichard n'aurait pas été intéressé par la charge d'archevêque. Il met en avant qu'il avait déjà cinquante-cinq ans au moment de sa nomination, et passé plus de trente ans à la tête de son abbaye. Il formule l'hypothèse que ce sont les soubresauts de son refus de renvoyer Thomas Becket qui auraient poussé Alexandre III à l'envoyer à Lyon, et pointe le fait qu'il met deux ans pour rejoindre la région de son nouveau siège, attendant manifestement que les conflits locaux soient réglés.
Dreux commence par refuser l’élection de Guichard et se place résolument du côté de l’empereur Frédéric Barberousse. Il est soutenu militairement par le comte Gérard de Mâcon, tandis que plusieurs puissants de la région, comme Humbert III de Beaujeu, ne prennent pas position. Finalement, Louis VII envoie en 1166 une armée contre le comte de Mâcon, troupe qui obtient quelques victoires et fait reculer le noble mâconnais,.
Dreux parvient à se maintenir encore un an, Alexandre III enjoignant à l’archevêque de Reims de renouveler l’excommunication contre lui le 6 mars 1167,. En octobre, la situation évolue et le chapitre cathédral conclut un accord avec le comte de Forez, allié du roi de France ; le jour de la Saint-Martin, le 11 novembre 1167, Guichard entre dans la ville.
À la fin de l’année 1167, Guichard participe à l’élection de l’abbé de Belleville, aux côtés de Humbert de Beaujeu.

## Règlement du conflit avec le comte de Forez
Le conflit entre l'église de Lyon et le comte trouve son épilogue sous l'égide de Guichard, en deux temps. Un premier accord signé par les chanoines puis remplacé par un accord définitif, le Permutatio, qui renforce la puissance temporelle du trône épiscopal,.

### Premier accord: le rétablissement des pouvoirs du comte (1167)

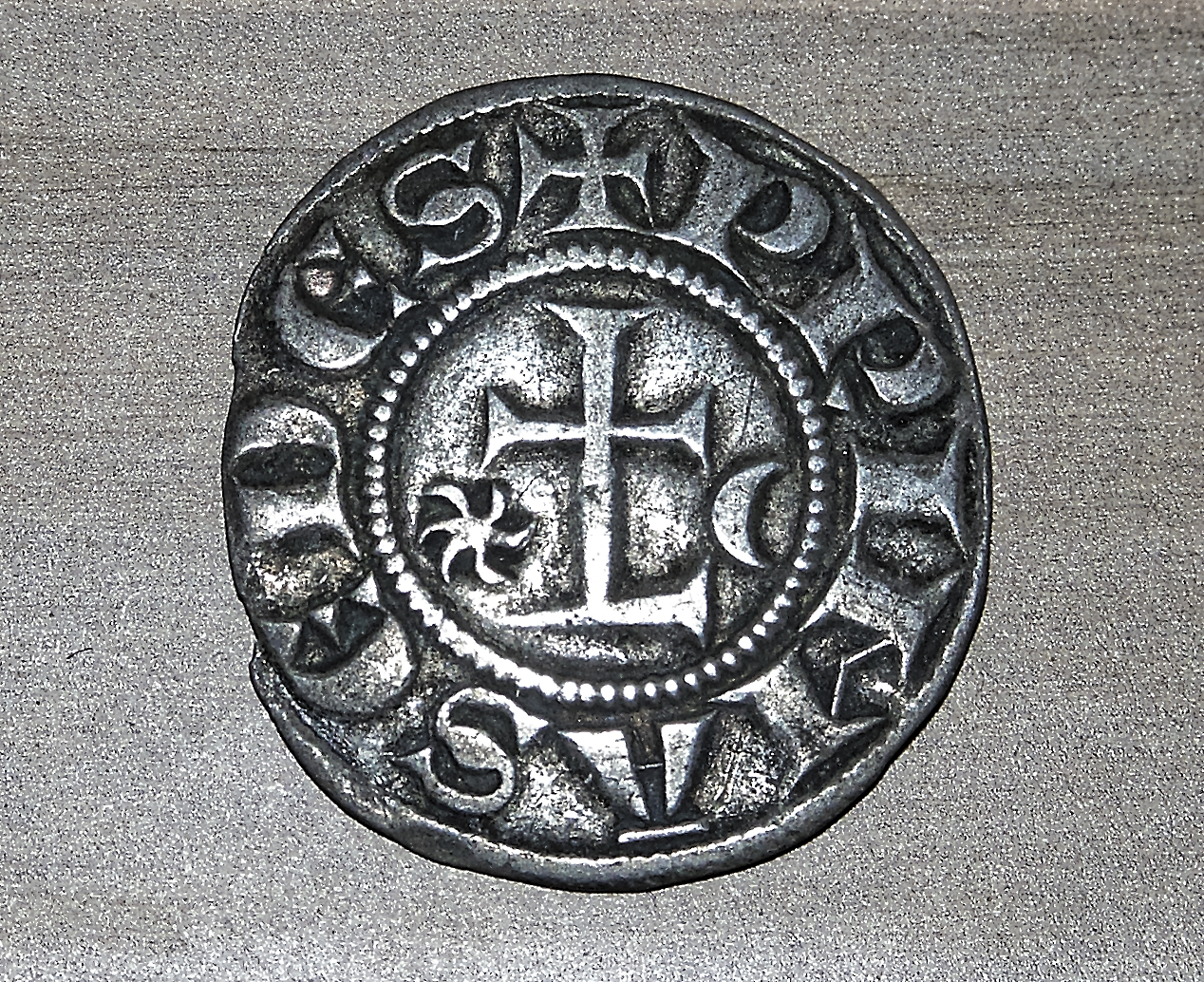
Fort lyonnais, monnaie anonyme frappée pour le compte de l'église de Lyon entre les. Médailler du musée des beaux-arts de Lyon.

Le pape Alexandre III souhaitait le retour d'une paix durable dans la région. Il charga Pierre II de Tarentaise de négocier et celui-ci obtint un premier accord ratifié par le chapitre de chanoines de la cathédrale le 15 octobre 1167,. L'accord, influencé par les chanoines dont le sacristain Guy de Talaru, traduit l'appui dont bénéficie le comte au sein du chapitre.
L'accord rétablit le comte dans ses droits, prévoyant que l'ensemble des pouvoirs politiques (regalia) soient mis en commun entre le comte et l'archevêque. Les péages, les revenus, les « leydes » des marchés, les juridictions, tout doit relever d'agents de l'archevêque et du comte en même temps. En cas de conflit, l'accord prévoit que ce soit le chapitre cathédral qui tranche. Seule la juridiction sur les clercs échappe au contrôle du comte.
Cet accord annule donc en partie des dispositions de la Bulle d'or conférée par Frédéric Barberousse dix ans plus tôt.
Le comte revient ensuite à Lyon pour, aux côtés de Guichard, aller demander pardon pour les dommages qu'il a fait subir aux possessions d'Ainay et promet à l'abbé de faire cesser les exactions de ses hommes contre les privilèges de l'abbaye. Il est possible qu'il agisse ainsi pour s'attirer les bonnes grâces de puissances ecclésiastiques rivales de l'archevêque.
Georges Duby considère cet accord comme avantageux pour le royaume de France (au détriment de l'Empire) et traduit le regain de l'influence française en lyonnais.

### Second accord: lePermutatio(1173)
Toutefois, le partage trop parfait et l'enchevêtrement des droits historiques du comte laïc et de l'archevêque rendit probablement l'accord intenable sur le terrain.
La paix revenue après la soumission de Gérard de Mâcon à Vézelay en 1172, Louis VII ne désirait probablement pas que le conflit chronique dégénère à nouveau en guerre contre le Saint-Empire. D'autre part, Guichard fut sans doute tenté de revenir sur le premier accord trop favorable au comte mais aussi au chapitre. Il est possible que le pape ait encouragé une nouvelle négociation et pesé sur celle-ci, souhaitant que le prélat lyonnais dispose d'un pouvoir plus assuré sur ses terres.
En 1173, à une transaction définitive fut signée : le Permutatio. Avec cette vente, le comte du Forez céda toutes ses possessions sur Lyon et plusieurs seigneuries proches de la cité archiépiscopale. En échange, l'archevêque abandonnait le pouvoir temporel et ses possessions en Forez et s'engageait à lui verser la somme de onze cents marcs d'argent.
La somme versée était si importante que pour l'honorer, l'Église dut engager ses terres du Monts-d'Or et fournir trente-quatre otages aux abbés de Savigny et l'Ile-Barbe afin qu'ils se portent garants du payement de la somme,. Elle permit potentiellement à Guigues de racheter les seigneuries de Forez et de s'assurer 10 à 12 000 livres viennoises de rente annuelle (une fortune proportionnellement comparable à celle du roi) qui lui garantit désormais une vraie stature de "seigneur féodal".
Alexandre III ordonna à l'archevêque de Vienne, Robert de La Tour du Pin, son légat, ainsi qu'à l'évêque de Clermont, Ponce, de s'assurer que Guigues II appliquerait effectivement l'accord, si nécessaire sous menace d'excommunication,,.
Alexandre III confirma le Permutatio le 1er avril 1174,, bien qu'il le trouve encore insuffisant pour l'Église de Lyon,.
Les droits comtaux sur le Lyonnais désormais partagés entre l'archevêque et le chapitre cathédral fut le germe de conflits futurs au sein même de l'Église de Lyon. Le successeur de Guichard, Jean Belles-mains, fut tout autant soucieux d'éviter un retour du comte que de réduire le rôle des chanoines du chapitre qui avaient joué un rôle central dans le conflit et dans sa résolution. Il obtint de Frédéric Barberousse une confirmation de la bulle d'or en 1187 confortant le rôle prédominant de l'archevêque au détriment des chanoines.
Par ailleurs, le comte conserva ses prérogatives en dehors de la ville. Philippe-Auguste confirma à Guigues II le droit de garde sur les routes, du comte, intitulé pour l'occasion de manière inédite "de Lyon et de Forez".

## Réalisations en tant qu'archevêque de Lyon
Une fois assuré de la puissance de son siège par le Permutatio, Guichard entame le renforcement du pouvoir spirituel archiépiscopal, travail qui est poursuivi, différemment, par son successeur Jean Belles-mains, qu'il connaît très bien. Sur le plan spirituel, il réforme le chapitre cathédral tout en conservant une grande influence sur l'ordre cistercien. Sur le plan matériel, il entame la construction du cloître cathédral et de la cathédrale Saint-Jean. Vis-à-vis du mouvement naissant de Valdès, il semble le protéger, ses idéaux austères étant proches de ceux des tenants d'un retour à la vie apostolique des premiers temps.

### Aspects spirituels

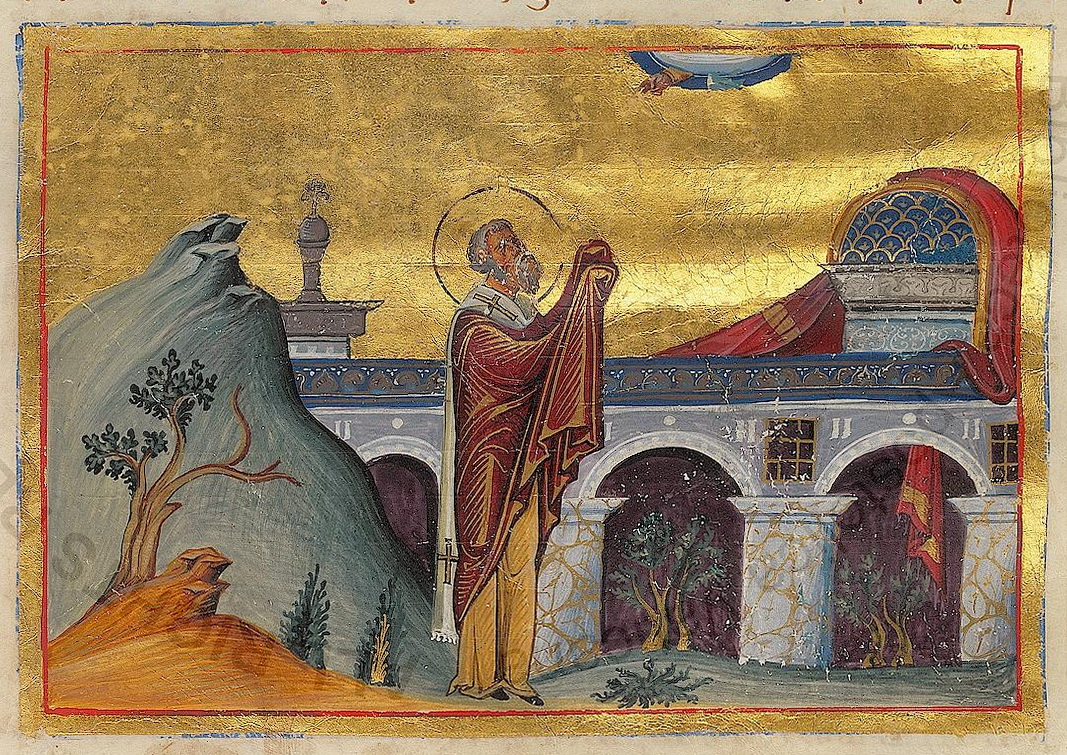
Ambroise de Milan, un des inspirateurs de Guichard. Miniature du Ménologe de Basile II, Bibliothèque apostolique vaticane, Vat.Gr.1613, XIe siècle.

Il fait construire une muraille autour du quartier canonial. Si ces murailles ont un intérêt défensif, elles ont également dans l'esprit de l'archevêque, encore moine cistercien, l'avantage de favoriser le retour des chanoines à une vie cloîtrée. Cette restauration d'une règle stricte au sein du chapitre cathédral, Guichard l'impose par des statuts qu'il leur donne, à une date indéterminable. Il s'agit pour Guichard de garantir la qualité de la célébration de l'office divin, par le retour à une vie plus pieuse et entièrement consacrée à celui-ci. Ces statuts, visiblement complétés par Guichard à partir d'un noyau antérieur, comportent des exhortations à une vie quasi monastique sur un ton presque violent. Ces parties sont visiblement tirées du De officiis d'Ambroise de Milan dont il existait à l'époque de Guichard un exemplaire à l'abbaye de Pontigny. De tels statuts indiquent en tout cas une tension certaine entre l'archevêque et un chapitre cathédral qui, pour une grande part, ne l'a pas choisi. Dans ce retour à une vie canoniale plus régulière, Guichard pointe du doigt un certain nombre de chanoines qui ne respectent plus les traditions de l'église de Lyon, que ce soit lors des offices, par leur tenue vestimentaire ou le respect des dons faits pour les offices des morts, que certains détournent à leur profit.
S'il a quitté la direction de l'abbaye de Pontigny, il n'en demeure pas moins cistercien et s'occupe encore largement des affaires de son ordre. Ainsi, il participe en 1170 et 1180 aux chapitres généraux. En 1174, il se rend à Clairvaux pour participer à la dédicace de la nouvelle église et à la canonisation de Bernard de Clairvaux. Tout au long de sa vie, il utilise son influence pour aider son ordre lors de plusieurs arbitrages.
De manière plus anecdotique, il cède en 1176 à l'église Saint-Paul un lot de terrain pour qu'elle agrandisse son cimetière. Il incite le comte de Forez à dédommager l'abbaye d'Ainay pour les destructions qu'il avait occasionnées à ses dépendances pendant le conflit. En 1179, il consacre la nouvelle église de Belleville. Lors d'un passage à Vézelay, Guichard polémique avec les hérétiques qu'on y a arrêtés, les Paplicani, et parvient à les confondre dans leur hétérodoxie. Il obtient l'abjuration de deux d'entre eux lors de la procession de Pâques, en présence de l'archevêque,. En tant que légat du pape, en 1173, il signe la vente par Pierre des Étoux de possessions situées à l'Arbresle à l'abbaye de Savigny.

### Entreprises architecturales

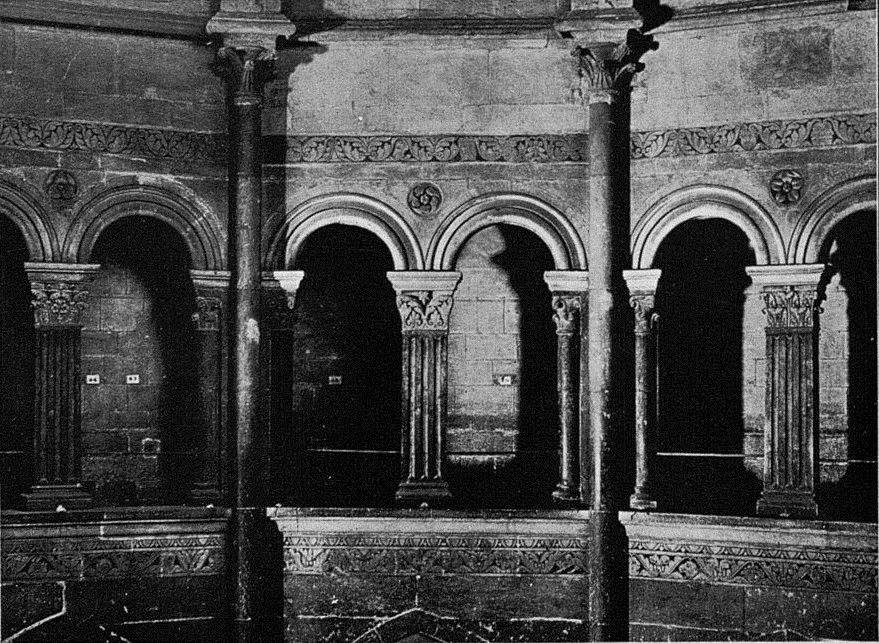
Triforium de l'abside de la cathédrale saint-Jean.

En 1175, il entreprend la construction de la nouvelle cathédrale de Lyon et sous son épiscopat sont réalisés les murs de l'abside, deux chapelles latérales et le transept, dans un style roman. Il se soumet à l'étiquette en acceptant la construction d'un édifice somptueux, richement décoré, ainsi que l'exige sa position d'archevêque d'un diocèse aussi important. Mais, fidèle à son idéal cistercien de simplicité et de pauvreté, et sur le modèle de ce qu'avait conseillé Saint Bernard à Eugène III, il se fait aménager une pièce, qu'il appelle « chambre cistercienne », où il retrouve le dépouillement qu'il a connu durant sa vie monacale.
En parallèle, il ordonne la construction du grand cloître, qui protège le quartier cathédral à l'aide d'une enceinte appuyée de deux tours et percée de plusieurs portes,.
Il encourage également la restauration de l'abbaye de Saint-Pierre-Les-Nonnains à Lyon.

### Le mouvement de Valdès
Il accueille favorablement le mouvement de laïcs évangélistes des « Pauvres de Lyon », né à Lyon autour du marchand Valdès. Dans un premier temps, Guichard soutient les actions de Valdès, dont l'idéal de pauvreté et de réformation du monde rencontre celui de l'archevêque cistercien. Toutefois, les prédications de ce laïc menacent de semer le trouble en ville et Guichard réunit en mars 1180 un synode en présence du légat pontifical, où Valdès réalise une profession de foi pleinement orthodoxe.
Rubellin analyse les rapprochements idéologiques entre les deux personnages et en conclut à une grande proximité, mais pas à un alignement complet. Ainsi, le désir de réforme semble très similaire entre Valdès et Guichard, car ils recherchent tous les deux un retour aux sources, du monachisme bénédictin pour l'un et de la vie apostolique pour l'autre. Tous deux semblent également pleinement en accord sur l'obéissance à l'institution ecclésiastique. Valdès se plie sans problème aux demandes de vérification de son orthodoxie demandées par Guichard, que ce soit en allant à Rome ou en acceptant une profession de foi face au légat Henri de Marcy, à Geoffroy d'Auxerre, alors abbé d'Hautecombe et mandé par Guichard. Sur la pauvreté, les deux hommes se rapprochent avec une nuance. Pour Guichard, il s'agit d'une vertu chrétienne nécessaire, mais qui doit se pratiquer au sein d'une institution établie. Pour Valdès, il s'agit d'un idéal de vie, qui ne nécessite aucune structure pour se réaliser. Tous les deux, en revanche, se rapprochent sur le fait que la pauvreté n'est pas une obligation au salut de l'âme. Sur un autre aspect de la vie de Valdès, en revanche, il est impossible de conclure sur une unité de vue entre les deux hommes : la prédication. Si sa pratique de la prédication a été reprochée à Valdès par Geoffroy d'Auxerre, aucune trace de gêne sur ce point n'apparait dans les sources en ce qui concerne Guichard.
Son successeur Jean Belles-mains rompt totalement avec cette politique tolérante et contribue au rejet des Pauvres de Lyon dans l'hérésie.

## Décès et postérité
Guichard décède le 27 septembre 1182. Le jour de sa mort est connu grâce à l'obituaire de la cathédrale de Lyon publié par Georges Guigue. Tous les auteurs reprennent cette date sauf La Mure dans son Histoire ecclésiastique du diocèse de Lyon, qui la fixe le 28 juillet en reprenant le ménologe de Cîteaux. L'année du décès est connue car la dernière mention de Guichard vivant date de 1182 et c'est la même année que son successeur est élu.
Il est enterré dans son ancienne abbaye de Pontigny ; dont le Livre des obits indique une date de mort au 14 juillet 1189. « À sa mort, [...], il laisse le Lyonnais en paix et l’Église de Lyon confirmée dans ses pouvoirs ».
Guichard, contrairement à de nombreux autres abbés et religieux cisterciens de son époque, n'a laissé aucun texte dogmatique permettant d'éclairer sa pensée et sa philosophie. Il a ainsi été très peu étudié pour lui-même, la seule étude directement consacrée à Guichard étant l'article de Pouzet, à présent daté.

## Sources et bibliographie

### Sources
- [RHGF] Recueil des historiens des Gaules et de la France, 1738-1904.
- Marie-Claude Guigue, Cartulaire lyonnais : documents inédits pour servir à l'histoire des anciennes provinces de Lyonnais, Forez, Beaujolais, Dombes, Bresse [et] Bugey comprises jadis dans le Pagus Major Lugdunensis, Lyon, 1885-1893, 2 vol. (OCLC 406682623)
- Georges Guigue, Cartulaire des fiefs de l'église de Lyon 1173-1521, Lyon, Vitte, 1893, 580 p., publié sous les auspices de la société des bibliophiles lyonnais (OCLC 2905862)
- [Martin 1905] Jean Baptiste Martin, Conciles et bullaire du diocèse de Lyon des origines à la réunion du Lyonnais à la France en 1312 (thèse), Lyon, Emmanuel Vitte, 1905, 848 p., sur archive.org (OCLC 21485967, lire en ligne).
- Fondation Georges Guichard, Chartes du Forez antérieures au XIVe siècle, 1933-1980 (BNF 34302829).

### Notices biographiques
- Dom Michel-Jean-Jacques Brial, « Guichard de Pontigny », dans Histoire littéraire de la France, t. 14, Paris, 1817 (BNF 31065673), p. 179
- E. Brouette, « Guichard », dans Dictionnaire de biographie française, vol. 17, col. 57-58 (BNF 43368203)
- Rév. P. M. Standaert, « Guichard », dans Alfred Baudrillart (dir.), Dictionnaire d’histoire et de géographie ecclésiastiques, t. 22 : Grégoire - Haeglsperger, 1988, col. 775-778 (OCLC 165837004)

### Articles
- [Bonnassieux 1874] Pierre Bonnassieux, « Observations sur cette question : le Lyonnais faisait-il partie de la France en 1259 ? », Bibliothèque de l’Ecole des chartes, vol. 35, no 1,‎ 1874, p. 57-65 (lire en ligne [sur persee]).
- [Benoît 1999] Jean-Luc Benoît, « Les trois premiers abbés de Pontigny (1114-1174). Quelques éléments biographiques et archéologiques de l'histoire de l'abbaye », Bulletin de la Société des fouilles archéologiques et des monuments historiques du département de l'Yonne, no 16,‎ 1999, p. 1-24.
- [Collomb 1995] Pascal Collomb, « Les Statuts du chapitre cathédral de Lyon (XIIe – XVe siècles). Première exploration et inventaire », Bibliothèque de l'École des chartes, vol. 153, no 1,‎ 1995, p. 5-52 (lire en ligne [sur persee]).
- [Pouzet 1926/1928] Philippe Pouzet, « La vie de Guichard, abbé de Pontigny et archevêque de Lyon », Bulletin de la Société littéraire, historique et archéologique de Lyon, no 10,‎ 1926-1928, p. 117-150.
- [Rubellin 2000] Michel Rubellin, « Guichard de Pontigny et Valdès à Lyon : la rencontre de deux idéaux réformateurs », Revue de l'histoire des religions, vol. 217, no 1,‎ 2000, p. 39-58 (lire en ligne [sur persee]). .

### Sources utilisées
1. ↑  Ce sont deux lettres de recommandation au roi Louis VII et à Suger. Recueil des Historiens de la France, t. XVI, p. 53 ; PL, t. CLXXXVI, v. 1413.
2. ↑  Presque toutes publiées dans M. Garrigues, Le premier cartulaire de l'abbaye cistercienne de Pontigny (XIIe – XIIIe siècles), Paris, 1981.
3. ↑  Elle est traduite dans l'ouvrage collectif Charansonnet et al. 2015, p. 228.
4. 1 2  Fondation Georges Guichard 1933-1980, no 917.
5. ↑  Martin 1905, no 613.
6. ↑  RHGF, tome XVI, p. 88.
7. ↑  RHGF, tome XVI, p. 125-126.
8. ↑  Martin 1905, nos 611 & 2708.
9. ↑  RHGF, tome XIII, p. 676.
10. ↑  RHGF, tome XVI, p. 125.
11. ↑  Elle est traduite dans l'ouvrage collectif Charansonnet et al. 2015, p. 229.
12. ↑  L'original est perdu mais a été recopié dans de nombreux recueils dont le Grand cartulaire du chapitre cathédral de Lyon conservé aux Archives départementales du Rhône, 10 G 576, fo 4 vo. Elle est traduite dans l'ouvrage collectif Charansonnet et al. 2015.
13. ↑  Henri-François Delaborde, Œuvres de Rigord et de Guillaume Le Breton, historiens de Philippe-Auguste, publiées pour la Société de l'Histoire de France, t. I : Chroniques de Rigord et de Guillaume le Breton, Librairie Renouard, H. Loones (OCLC 2522178, lire en ligne), p. 177, § 13.
14. ↑  RHGF, tome XV, p. 851.
15. ↑  Martin 1905, no 621.
16. ↑  A. N. P 140-01 (892). Le texte est édité dans Fondation Georges Guichard 1933-1980, no 15. Il est publié et analysé dans l'ouvrage collectif Charansonnet et al. 2015, p. 230 et 234.
17. 1 2  Guigue 1885-1893, no 47.
18. ↑  Guigue 1893, p. 60.
19. ↑  J.-M. Canivez, Statuta capitulorum generalium ordinis cisterciensis, t. I, Louvain, 1933, p. 78.
20. ↑  Chronique de Clairvaux, PL, t. CLXXXV, с 1248.
21. ↑  RHGF, tome XII, p. 343.

### Ouvrages de référence utilisés
1. ↑  « Depuis le XIIe siècle, Lyon se trouvait placée sous l’autorité exclusive de l’archevêque et du chapitre cathédral, ceux-ci ayant réussi à écarter définitivement le comte laïc de Lyon, rejeté plus à l'ouest - en Forez » ; B. Galland, Le rôle de l’Église de Lyon au service du roi de France au XIVe siècle, Église et État, Église ou État ? (Christine Barralis, Jean-Patrice Boudet), p. 73-85, Publications de la Sorbonne, 2014. Lire en ligne.
2. ↑  Kleinclausz et al. 1939, p. 118.
3. 1 2 3 4 5 6  Dict. hist. de Lyon, p. 604.
4. 1 2 3  Galland 1994, p. 72.
5. 1 2  Berthod et al. 2012, p. 52.
6. 1 2  Rubellin 2000, p. 41.
7. ↑  Rubellin 2000, p. 42.
8. ↑  Rubellin 2000, p. 44.
9. 1 2 3  Galland 1994, p. 73.
10. 1 2 3  Galland 1994, p. 54.
11. ↑  Pelletier et al. 2007, p. 185.
12. 1 2  Berthod et al. 2012, p. 51.
13. ↑  Steyert 1897, p. 338.
14. ↑  Beyssac 1914, p. 29-32.
15. 1 2 3  Galland 1994, p. 55.
16. ↑  Charansonnet et al. 2015, p. 163 à 166.
17. ↑  Nicolas Reveyron & Ghislaine Macabéo, « Un chantier médiéval à étapes : XIIe – XVe siècle — le projet de Guichard de Pontigny (1165-1182) ». Dans Reveyron, Durand & Repellin 2011, p. 56-57.
18. ↑  Rubellin 2000, p. 43-46.
19. ↑  Galland 1994, p. 57.
20. ↑  Galland 1994, p. 60.
21. ↑  Galland 1994, p. 66.
22. 1 2  Galland 1994, p. 67.
23. ↑  Galland 1994, p. 68.
24. ↑  Steyert 1897, p. 341.
25. ↑  « Guichard de Pontigny put enfin en 1167 s'installer sur son siège; il conclut aussitôt avec le comte de Forez un accord heureux pour le royaume, puisqu'il reconnaissait les droits du vassal de Louis VII dans la cité de Lyon. Le danger qui venait de l'Empire était décidément conjuré; le roi de France avait désormais toute liberté d'agir. » Dans [Duby 2002] Georges Duby (préf. Dominique Iogna-Prat), Qu'est-ce que la société féodale ?, Paris, Flammarion, 2002 (réimpr. 2011), LXXVIII-1754 p. (ISBN 978-2-08-127222-4 et 2-081-27222-9, OCLC 49396332), p. 489.
26. ↑  J.-E. Dufour, 1946, p. XXII.
27. ↑  Cart. Lyonnais, p. 69.
28. ↑  Galland 1994, p. 69.
29. ↑  [Neufbourg 1954] Guy de Neufbourg, « Puissance relative du comte et des seigneurs en Forez au XIIIe siècle », Comptes-rendus des séances de l'Académie des Inscriptions et Belles-Lettres, t. 98, no 3,‎ 1954, p. 342-344 (lire en ligne [sur persee], consulté en mai 2022).
30. ↑  Galland 1994, p. 70.
31. ↑  Ad Viennensem archiepiscopum et Claromontensem episcopum. - Ut sub excommunicationis poena compellant Guigonem comitem Forensem ad observandam transactionem a papa confirmatam inter ipsum et Lugdunensem ecclesiam. (Ferentini, Maio-Iun.) [D. Bouquet, Recueil, XV, 950.] Lire en ligne.
32. ↑  Galland 1994, p. 71.
33. 1 2 3 4 5 6 7  Berthod et al. 2012, p. 53.
34. ↑   Claude-François Ménestrier, Histoire civile ou consulaire de la ville de Lyon justifiée par chartes, titres, chroniques, vol. 2, N. et J.-B. de Ville (Lyon), 1696. Lire en ligne en latin.
35. ↑  [Paradin 1571] Guillaume Paradin, Mémoire de l'histoire de Lyon, Lyon, Antoine Gryphius, 1571, 460 p., sur play.google.com (lire en ligne), chap. XXXVII, Livre 2, p. 128.
36. ↑  Rubellin 2000, p. 48.
37. ↑  Rubellin 2000, p. 50 et 55.
38. ↑  Rubellin 2000, p. 47.
39. ↑  Charansonnet et al. 2015, p. 203.
40. 1 2  Rubellin 2003, p. 491.
41. ↑  Galland 1994, p. 101.
42. ↑  Charansonnet et al. 2015, p. 208.
43. ↑  Pierre Faure-Brac et Hervé Sanejouand, Le Vieux-Lyon : histoire & architecture, Lyon, Éditions lyonnaises d'art et d'histoire, 2014, 191 p. (ISBN 978-2-84147-319-9), p. 31.
44. ↑  Pelletier et al. 2007, p. 178.
45. 1 2  Nicolas Reveyron, « Architecture et décors : de la Renaissance XIIe siècle au gothique technologique — l'œuvre romane ». Dans Reveyron, Durand & Repellin 2011, p. 139.
46. 1 2  Dict. hist. de Lyon, p. 605.
47. ↑  Rubellin 2000, p. 51.
48. ↑  Rubellin 2000, p. 52.
49. ↑  Rubellin 2000, p. 56.
50. ↑  Rubellin 2000, p. 57.